# 胡埃丁

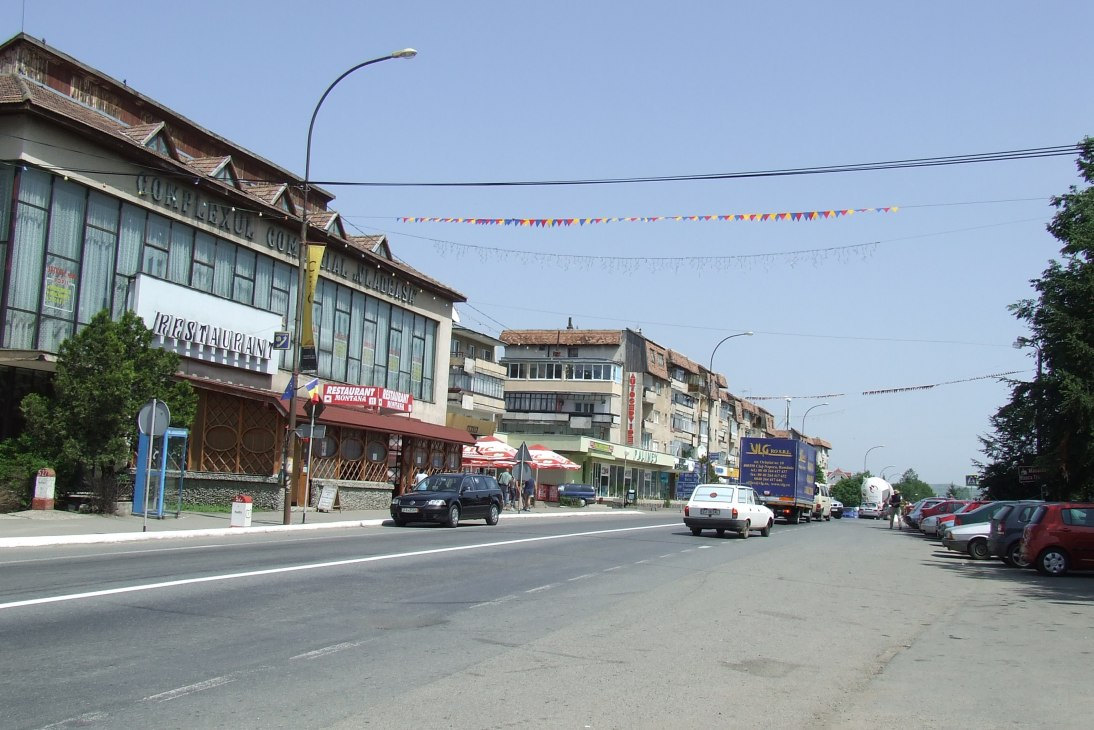

胡埃丁是羅馬尼亞的城鎮，位於該國西北部，距離首府克盧日-納波卡44公里，由克魯日縣負責管轄，面積61.24平方公里，海拔高度542米，2009年人口9,734，大多數居民信奉東正教。

## 外部連結
- （罗马尼亚文） Huedin Business Center